# Artaix
Artaix est une commune française rurale située dans le département de Saône-et-Loire en région Bourgogne-Franche-Comté.
On ne prononce pas le X de la fin du nom.
C'est l'une des six communes du département de Saône-et-Loire situées sur la rive gauche de la Loire (à l'ouest du fleuve dans cette partie de son cours).
ORIGINE DU NOM ARTAIX Artaius est une épithète (adjectif qualificatif) celtique  appliquée au dieu romain Mercure pendant la période romano-celtique.
Étymologie (origine) : en Gaulle, le mot artos signifie «ours», et artaios aurait été un dérivé (signifiant quelque chose comme «ursine» (les Ursinés (Ursinae) est une sous-famille d'ours)
(Miranda Green) considère Mercury Artaius comme ayant été un dieu ours.
Il est également possible qu'Artaius dérive d'un nom de lieu (de sorte que, en tant que "Artaian Mercury", il n'aurait qu'une association indirecte avec des ours.)
Sur la base de l'inscription trouvée à Beaucroissant, en Isére (Auguste Longnon) a supposé que le lieu était appelé Artay. Il existe un seul village du même nom, Artaix en Saône-et-Loire - France.
inscription trouvée : MERCVRIO AVG ARTAIO SACR SEX GEMINIVS CVPITVS EX VOTO.
Mercure auguste Artaius, Sextus Geminius Cupitus (a consacré cette pierre sacrée ) en accomplissant un vœu.

## Géographie

### Localisation
Artaix fait partie du Brionnais. On y trouve la halte nautique du bassin d'Artaix, le long du canal de Roanne à Digoin. La commune est traversée par le fleuve la Loire et la rivière l'Arçon, qui coule en aval de la commune et qui se jette dans la Loire, deux kilomètres plus loin.
Les communes proches sont Melay, Chambilly, Saint-Martin-du-Lac, Marcigny et Baugy. Artaix se trouve à proximité de Roanne, à environ 23,9 kilomètres au sud.
Les Bois du Grand ainsi que du Bois du Grand Charmay sont situés à environ 7 kilomètres de la commune.

### Risques et catastrophes naturelles répertoriés
La sismicité est faible.
Parmi les risques naturels passés, la commune a subi une tempête en novembre 1982, des inondations et coulées de boue en décembre 1982, en mai 1983, en décembre 2003, juin 2007 et novembre 2008. Elle a également enregistré des mouvements de terrain différentiels consécutifs à la sécheresse et à la réhydratation des sols du 1er juillet au 30 septembre 2003.

### Climat
Pour des articles plus généraux, voir Climat de la Bourgogne-Franche-Comté et Climat de Saône-et-Loire.
En 2010, le climat de la commune est de type climat océanique dégradé des plaines du Centre et du Nord, selon une étude du Centre national de la recherche scientifique s'appuyant sur une série de données couvrant la période 1971-2000. En 2020, Météo-France publie une typologie des climats de la France métropolitaine dans laquelle la commune est dans une zone de transition entre le climat océanique altéré et le climat de montagne ou de marges de montagne et est dans la région climatique Centre et contreforts nord du Massif Central, caractérisée par un air sec en été et un bon ensoleillement.
Pour la période 1971-2000, la température annuelle moyenne est de 11 °C, avec une amplitude thermique annuelle de 17 °C. Le cumul annuel moyen de précipitations est de 793 mm, avec 11,5 jours de précipitations en janvier et 7,3 jours en juillet. Pour la période 1991-2020, la température moyenne annuelle observée sur la station météorologique de Météo-France la plus proche, « Briant », sur la commune de Briant à 12 km à vol d'oiseau, est de 11,7 °C et le cumul annuel moyen de précipitations est de 930,7 mm. 
La température maximale relevée sur cette station est de 40 °C, atteinte le 12 août 2003 ; la température minimale est de −14,7 °C, atteinte le 31 décembre 1996,,.
Les paramètres climatiques de la commune ont été estimés pour le milieu du siècle (2041-2070) selon différents scénarios d'émission de gaz à effet de serre à partir des nouvelles projections climatiques de référence DRIAS-2020. Ils sont consultables sur un site dédié publié par Météo-France en novembre 2022.

## Urbanisme

### Typologie
Au 1er janvier 2024, Artaix est catégorisée commune rurale à habitat très dispersé, selon la nouvelle grille communale de densité à sept niveaux définie par l'Insee en 2022.
Elle est située hors unité urbaine et hors attraction des villes,.

### Occupation des sols
L'occupation des sols de la commune, telle qu'elle ressort de la base de données européenne d’occupation biophysique des sols Corine Land Cover (CLC), est marquée par l'importance des territoires agricoles (83,4 % en 2018), en diminution par rapport à 1990 (85,6 %). La répartition détaillée en 2018 est la suivante : prairies (70,5 %), forêts (12,3 %), zones agricoles hétérogènes (9,2 %), terres arables (3,8 %), eaux continentales (3 %), zones urbanisées (1,2 %). L'évolution de l’occupation des sols de la commune et de ses infrastructures peut être observée sur les différentes représentations cartographiques du territoire : la carte de Cassini (XVIIIe siècle), la carte d'état-major (1820-1866) et les cartes ou photos aériennes de l'IGN pour la période actuelle (1950 à aujourd'hui).

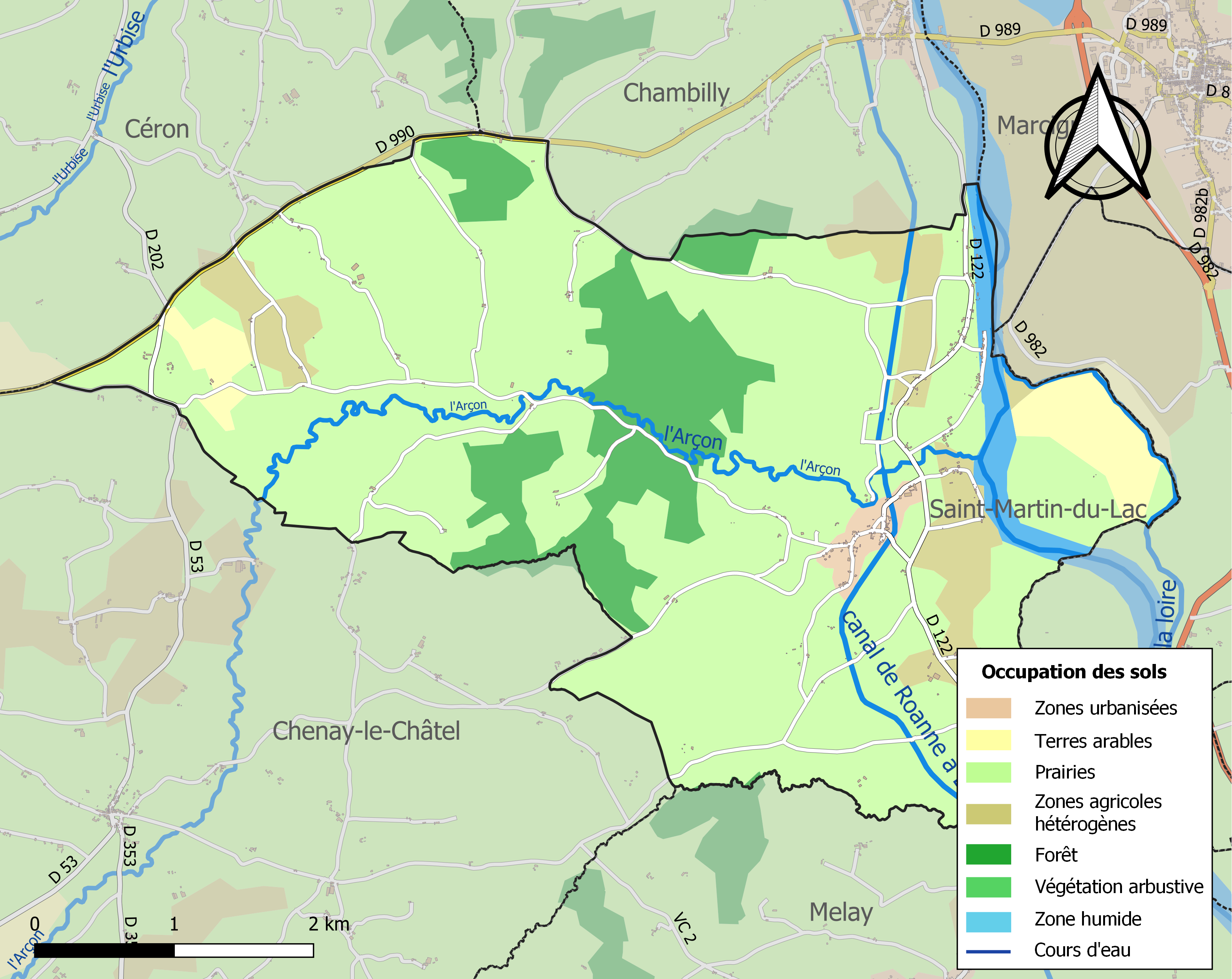
Carte des infrastructures et de l'occupation des sols de la commune en 2018 (CLC).

## Toponymie

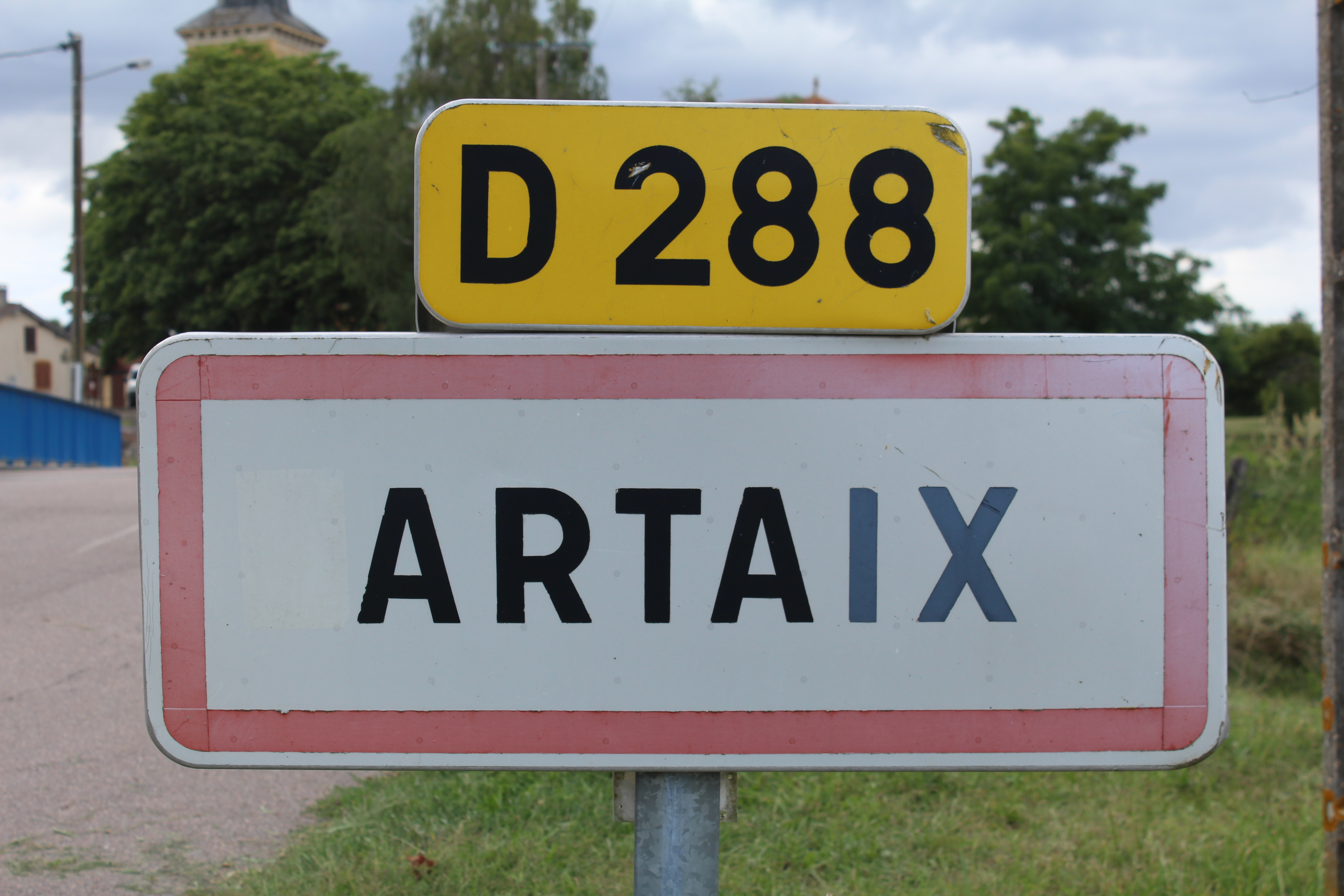
Panneau d'entrée.

Le nom de la commune viendrait du nom gaulois artos ou artaios (ours), pour qualifier le dieu gaulois du commerce et des voies d'eau Lug-Mercure. Cette étymologie rappelle qu'Artaix a été un port commercial important sur la Loire dans le passé. De beaux vestiges du port sur la Loire, comprenant une longue cale et une ancienne auberge, ainsi que la maison du passeur, sont encore bien visibles au lieu-dit le Port. J.B. Derost, dans un article publié dans le Bulletin de la Société d'Etudes du Brionnais avance, lui, que le nom viendrait de celui d'une d'une divinité gauloise, nommée Artaïus.

## Histoire
Dans sa monographie des communes du Charollais et du Brionnais le frère Maxime Dubois indique qu'Artaix était situé sur les confins du Forez et de la vicomté du Mâconnais. Souvent les habitants durent souvent payer des impôts aux deux. Le bourg était jadis divisé en deux parties, dont l'une dépendait du domaine royal, et l'autre du duché de Bourgogne. La partie en royauté dépendait du bailliage de Mâcon et de la justice du prieuré de Marcigny. La partie en duché formait les .trois quarts de la paroisse et dépendait du bailliage de Semur-en-Brionnais et de la justice du marquisat de Maulévrier.
Artaix a été le lieu d'un gros incendie d'un stock de pneus en 2002 ce qui a soulevé le problème du traitement de ces déchets.

## Politique et administration

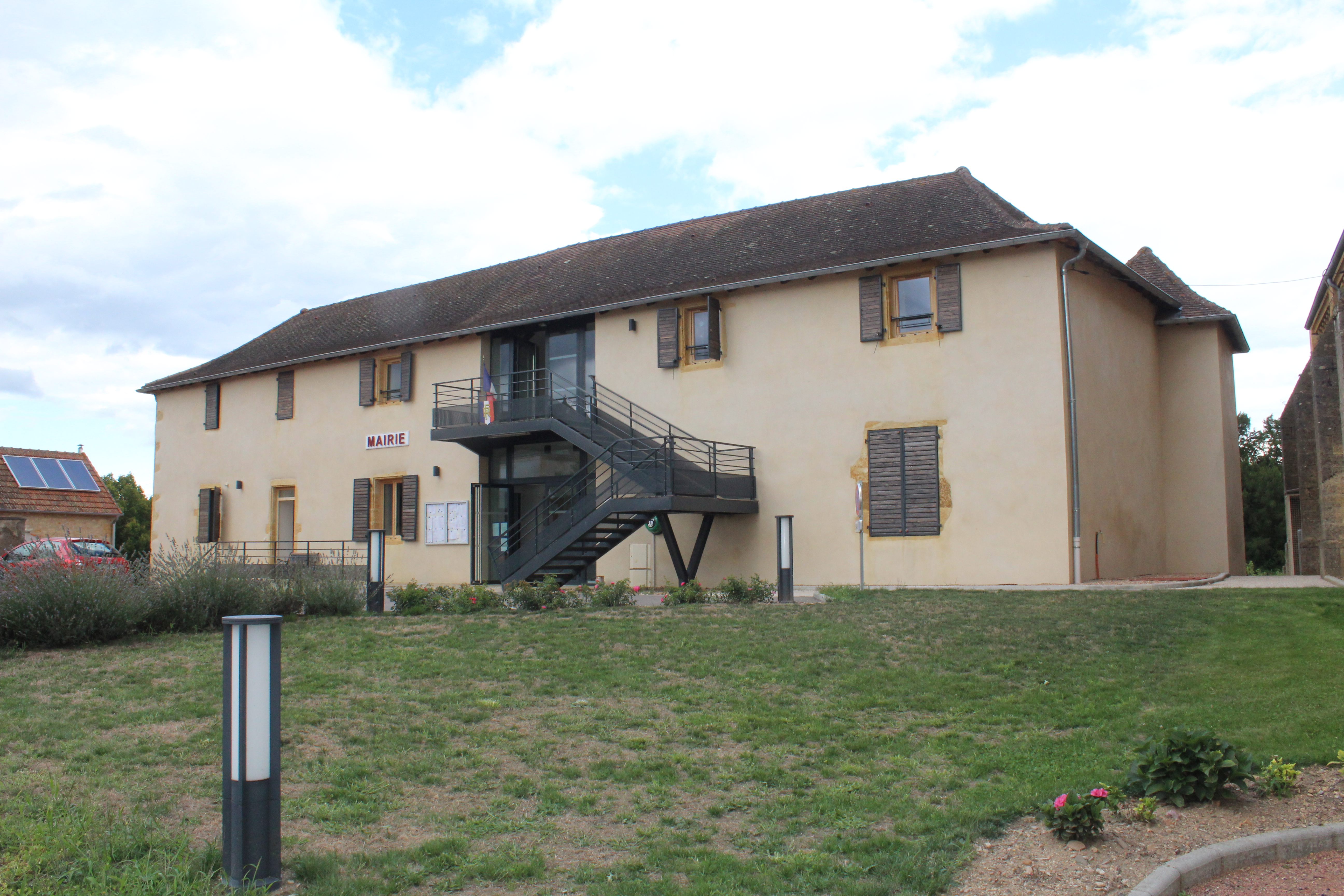
Mairie.

| Période                                  | Période   | Identité       | Étiquette | Qualité |
| ---------------------------------------- | --------- | -------------- | --------- | ------- |
| mars 1996                                | mars 2001 | François Pegon |           |         |
| mars 2001                                | mars 2014 | Georges Borde  |           |         |
| mars 2014                                | en cours  | Éric Nevers    | DLF       |         |
| Les données manquantes sont à compléter. |           |                |           |         |

## Démographie
L'évolution du nombre d'habitants est connue à travers les recensements de la population effectués dans la commune depuis 1793. Pour les communes de moins de 10 000 habitants, une enquête de recensement portant sur toute la population est réalisée tous les cinq ans, les populations de référence des années intermédiaires étant quant à elles estimées par interpolation ou extrapolation. Pour la commune, le premier recensement exhaustif entrant dans le cadre du nouveau dispositif a été réalisé en 2008.

En 2022, la commune comptait 343 habitants, en évolution de +5,54 % par rapport à 2016 (Saône-et-Loire : −1,06 %, France hors Mayotte : +2,11 %).
| 1793 | 1800 | 1806 | 1821 | 1831 | 1836 | 1841 | 1846 | 1851 |
| ---- | ---- | ---- | ---- | ---- | ---- | ---- | ---- | ---- |
| 870  | 881  | 944  | 867  | 859  | 926  | 839  | 884  | 945  |

| 1856 | 1861 | 1866 | 1872 | 1876 | 1881 | 1886 | 1891 | 1896 |
| ---- | ---- | ---- | ---- | ---- | ---- | ---- | ---- | ---- |
| 974  | 891  | 898  | 897  | 875  | 825  | 817  | 805  | 770  |

| 1901 | 1906 | 1911 | 1921 | 1926 | 1931 | 1936 | 1946 | 1954 |
| ---- | ---- | ---- | ---- | ---- | ---- | ---- | ---- | ---- |
| 754  | 770  | 735  | 634  | 646  | 654  | 617  | 545  | 587  |

| 1962 | 1968 | 1975 | 1982 | 1990 | 1999 | 2006 | 2008 | 2013 |
| ---- | ---- | ---- | ---- | ---- | ---- | ---- | ---- | ---- |
| 576  | 523  | 429  | 416  | 352  | 336  | 392  | 401  | 339  |

| 2018 | 2022 | - | - | - | - | - | - | - |
| ---- | ---- | - | - | - | - | - | - | - |
| 329  | 343  | - | - | - | - | - | - | - |

## Économie

### Secteurs d'activité présents sur la commune
Les principales entreprises de la commune sont dans les secteurs de la culture et la production animale, les activités immobilières, les travaux de construction spécialisée, les activités d'architecture et d'ingénierie et les activités de contrôle et analyses techniques.

### Appellations d'origine contrôlée (AOC) et Indications géographiques protégées (IGP)
Artaix est située dans la zone des AOC pour le bœuf de Charolles et les fromages Charolais.
La commune est également dans le périmètre des IGP pour le bœuf charolais du Bourbonnais, l'agneau du Bourbonnais, le porc d'Auvergne, les volailles d'Auvergne, les volailles de Bourgogne, les volailles du Charolais, les volailles du Forez, l'emmental français est-central, la pâte de moutarde moutarde de Bourgogne ainsi que les vins de Saône-et-Loire blanc, rosé et rouge.

## Enseignement
Un RPI (regroupement pédagogique intercommunal) regroupe les écoles de Melay, Chenay-le-Châtel et Artaix.

## Culture locale et patrimoine

### Lieux et monuments
Lieu-dit la Cuvette
Elle fait référence à une fondation bétonnée remarquable permettant de soutenir le canal de Roanne à Digoin, passant à cet endroit précis sur l'aqueduc de l'Arçon. Une série considérable de pylônes discrètement cachée sous les arbres constitue une vaste cavité qui peut se visiter à pied. Cette structure fut construite des suites d'une grave rupture de digue de l'ancienne cuvette dans la nuit du 2 au 3 février 1933, entraînant l'effondrement de la rive gauche de l'aqueduc sous laquelle coule la rivière Arçon. Le marinier Henri Lespinasse perdit la vie dans l'accident.

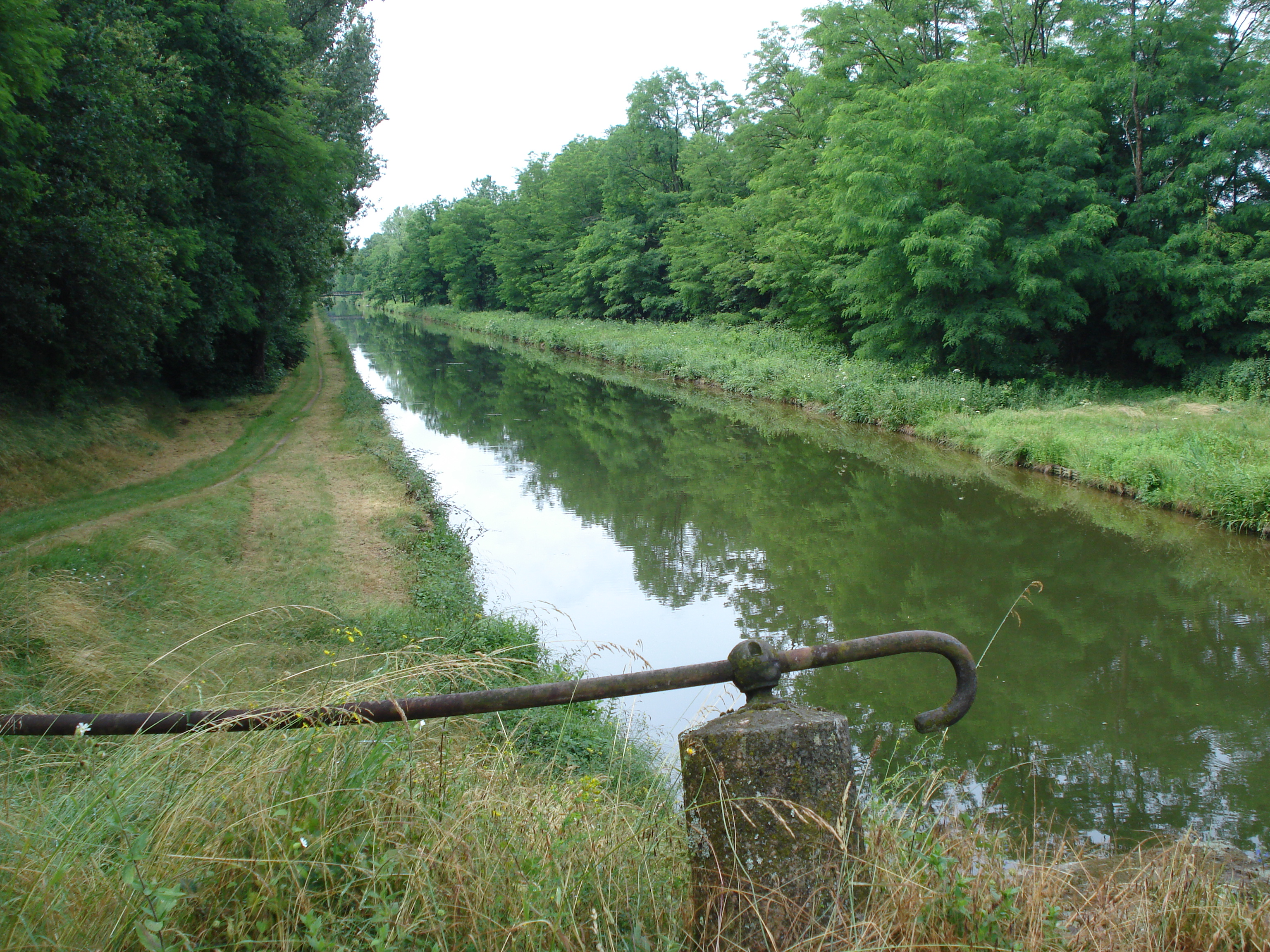
Artaix, canal de Roanne à Digoin..

Église Saint-Julien
Ancienne chapelle au lieu-dit Saint-Loup (du nom de dieu LUG-Loup à l'époque de la Gaule) dont l'emplacement était visible jusqu'au XIXe siècle. Il y a une fontaine, de laquelle on espérait jadis obtenir la guérison de la fièvre et des maux des yeux. La commune était autrefois un lieu de purification au confluent des deux rivières.

### Personnalités liées à la commune
- José Pelletier : coureur cycliste est né à Artaix le 30 août 1888. Il remporta entre autres le tour de Tarragone 1919, le Circuit du Midi 1919, le Tour de Catalogne 1920.
- Gabriel Rabot, résistant au sein des FTPF, né le 21 juillet 1914 à Artaix (Saône-et-Loire). Fusillé le 26 février 1943 au Mont-Valérien, commune de Suresnes (Seine, Hauts-de-Seine) ; tourneur sur métaux ; militant communiste[24].

## Pour approfondir